# Christina Fusano
Christina Fusano (* 27. November 1980 in Sacramento, Kalifornien) ist eine ehemalige US-amerikanische Tennisspielerin.

## Karriere
Fusano gewann im November 2007 beim Bell Challenge in Québec ihren einzigen WTA-Titel. Im Doppel besiegte sie mit ihrer Landsfrau Raquel Kops-Jones in zwei Sätzen die Paarung Stéphanie Dubois/Renata Voráčová. Zusammen mit Angela Haynes, ebenfalls US-Amerikanerin, zog sie 2008 in Wimbledon in die zweite Runde ein. Es war das einzige Mal, dass sie bei einem Grand-Slam-Turnier über die erste Runde hinauskam.
Seit den US Open im Jahr 2011 hat sie kein Profimatch mehr bestritten, seit 2012 wird sie in den Weltranglisten nicht mehr geführt. Ihre beste Platzierung erreichte sie 2008 mit Position 84 im Doppel.

## Turniersieg

### Doppel
| Nr. | Datum            | Turnier | Kategorie    | Belag           | Partnerin         | Finalgegnerinnen                 | Ergebnis  |
| --- | ---------------- | ------- | ------------ | --------------- | ----------------- | -------------------------------- | --------- |
| 1   | 4. November 2007 | Québec  | WTA Tier III | Teppich (Halle) | Raquel Kops-Jones | Stéphanie Dubois Renata Voráčová | 6:2, 7:66 |

## Abschneiden bei Grand-Slam-Turnieren

### Doppel
| Turnier         | 2003 | 2008 | Karriere |
| --------------- | ---- | ---- | -------- |
| Australian Open | —    | —    | —        |
| French Open     | —    | —    | —        |
| Wimbledon       | —    | 2    | 2        |
| US Open         | 1    | 1    | 1        |